# Edwin Ruud
Edwin Ruud (9 de junho de 1854 — 9 de dezembro de 1932) foi um engenheiro mecânico e inventor norueguês. Imigrou para os Estados Unidos, onde projetou, vendeu e popularizou o aquecedor de água sem reservatório.

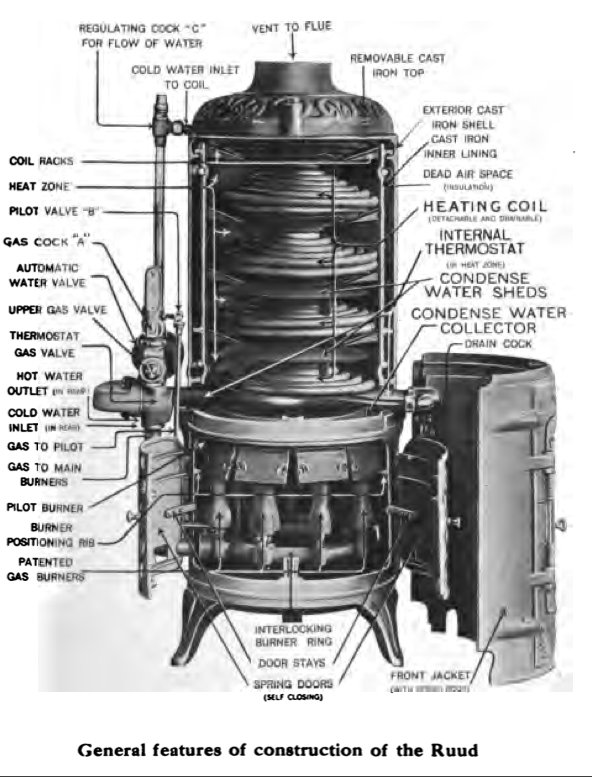
A anatomia do aquecedor instantâneo de água Ruud 1915

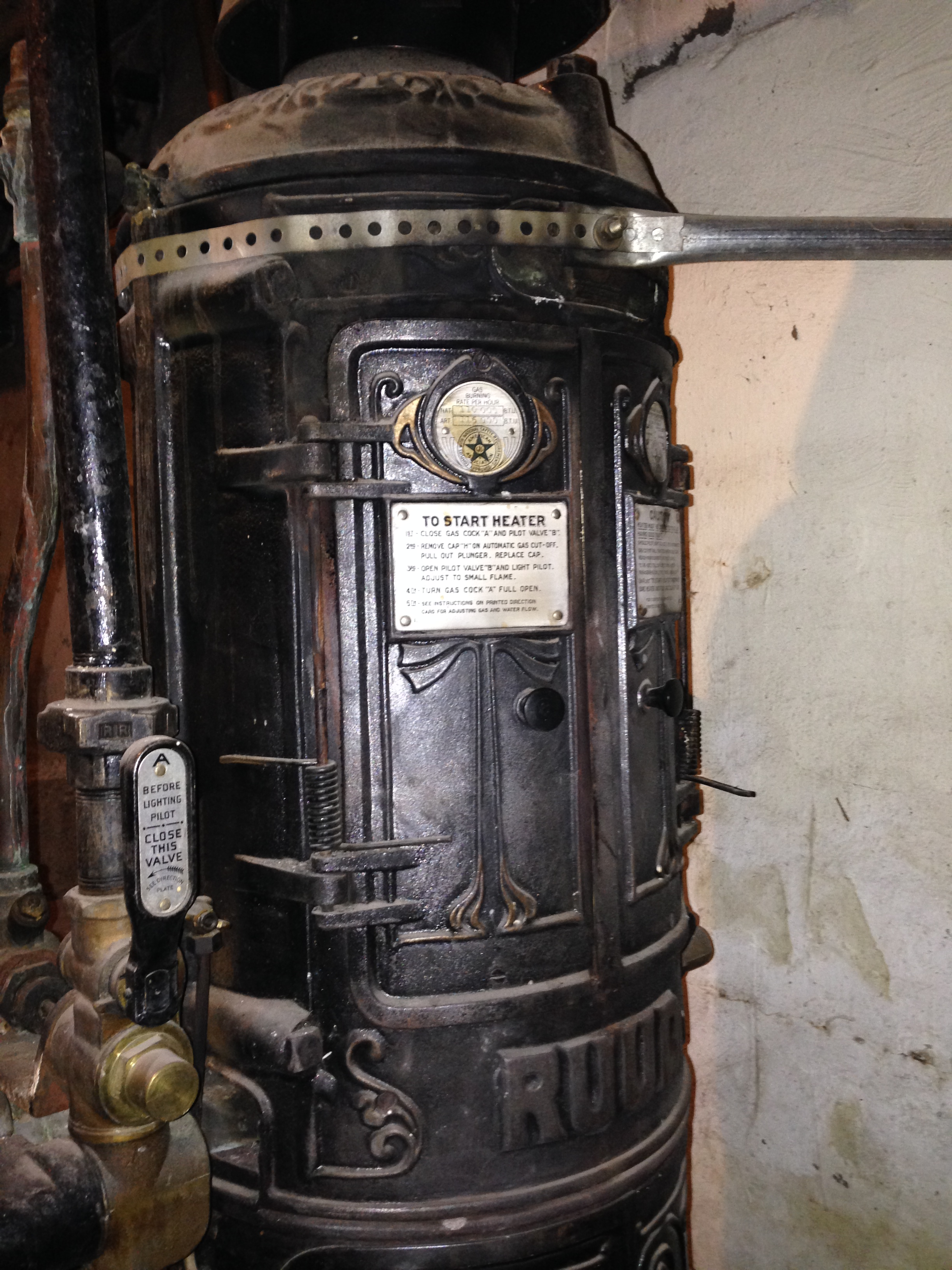
Um aquecedor de água Ruud no. 3 instantâneo e automático do início da década de 1900. Em uso em Berkeley, California, em 2013